# Gyrininae
Gyrininae – podrodzina chrząszczy z podrzędu drapieżnych i rodziny krętakowatych.

## Opis
Wszystkie gatunki charakteryzują się redukcją żuwki zewnętrznej (galea) szczęk od 1-segmentowej u Gyrinini do całkowitego zaniku u Enhydrini i Orectochilini, brakiem zewnętrznie widocznych poprzecznych szwów metawentrytowych oraz całkowicie zlanymi gonocoxosterna.

## Taksonomia i systematyka
Podrodzina monofiletyczna, stanowiąca grupę siostrzaną dla Heterogyrinae. Obecnie dzieli się na 3 plemiona, dawniej traktowane jako podrodziny: 
- Enhydrini Régimbart, 1882
- Gyrinini Latreille, 1810
- Orectochilini Régimbart, 1882

Zaliczane do Gyrini podplemię Heterogyrina zostało w 2012 roku wyniesione do rangi osobnej podrodziny.